# Kroning van het Mariabeeld
De Kroning van het Mariabeeld is een schilderij van Albin Windhausen in het Historiehuis in Roermond.

## Voorstelling
Het stelt het moment voor waarop het genadebeeld van Onze Lieve Vrouwe in 't Zand voorzien wordt van twee zilveren kronen. Deze pauselijke kroning vond plaats ter gelegenheid van het 75-jarig jubileum van de heropening van de Kapel in 't Zand na jarenlange sluiting door de Fransen en omdat 50 jaar tevoren de latere bisschop van Roermond, Joannes Paredis, tot rector van de Kapel in 't Zand werd benoemd. De kroning vond plaats op 19 augustus 1877 in de Sint-Christoffelkathedraal in Roermond en had de goedkeuring van paus Pius IX.

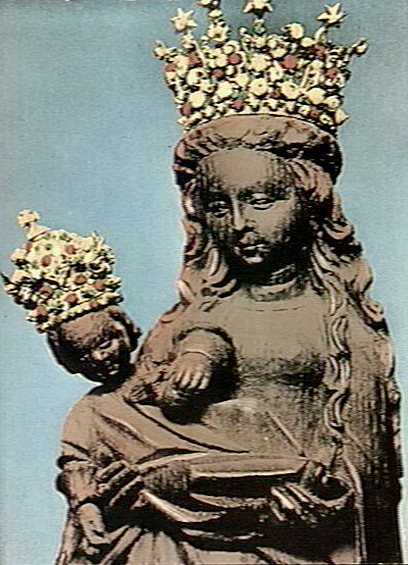
Onze Lieve Vrouwe in 't Zand

Het beeldje wordt vastgehouden door de pauselijke nuntius Joannes Capri met rood kalotje. Rechts kroont bisschop Paredis het genadebeeld met rechts van hem een knielende acoliet die een gebedenboek vasthoudt. Op de achtergrond de lege troon van het beeldje. Op de voorgrond meisjes met bloemenkransen en palmtakken.
Het schilderij maakt deel uit van een serie van acht voorstellingen uit de geschiedenis van de Kapel in 't Zand. Windhausen maakte deze serie ter gelegenheid van het 500-jarige jubileum van de vinding van het beeldje door de Poolse herder Wendelinus. Het is als enige uit deze serie direct op het multiplex geschilderd. Hierdoor speelt de kleur van het hout mee in de voorstelling.

## Toeschrijving en datering
Het schilderij is linksonder gemonogrammeerd en gedateerd ‘AW 1935’.

## Herkomst
Het werk werd in 1935 geplaatst in een van de acht kapelletjes die speciaal hiervoor gebouwd werden, in het Kruiswegpark vlak bij de Kapel in 't Zand. De schilderijen zouden in de zomermaanden te zien zijn. In de winter werden ze in een schuur naast het park opgeslagen. Aan het kapelletje is een tekstbordje bevestigd. Volgens dit bordje is het kapelletje in 1935 opgericht door de bedevaart van 's-Hertogenbosch. In 2008-2009 werden de acht schilderijen gerestaureerd door Edwina Brinckmann-Rouffaer. Hierna werden de schilderijen overgebracht naar het Historiehuis. In 2010 werden fotografische reproducties op ware grootte geplaatst in de kapelletjes.